# Eleocharis emarginata
Eleocharis emarginata là loài thực vật có hoa trong họ Cói. Loài này được (Nees) Klotzsch ex Boeckeler mô tả khoa học đầu tiên năm 1870.